# Историјске зграде у Ужицу
Историјске зграде у Ужицу се односе на следеће споменике културе које се воде под јединственим редним бројем (СК 191) у централном регистру:
- Партизанска болница
- Зграда Главног Народноослободилачког одбора Србије
- Зграде партизанске штампарије "Борба"
- Зграда Музеја устанка 1941. (Зграда банке)
- Зграда Градског Народног одбора
- Зграда где су били смештени Градски и срески народни одбор –Слануша
- Зграда хотела "Палас"
- Зграда Пољопривредне школе у Севојну
- Кућа и ливница Петра Аврамовића
- Железничка ложионица
- Зграда фабрике "Први партизан"
- Винарски подрум Аце Марјановића у Крчагову
- Зграда управе расадника у Крчагову

## Галерија
- Водоторањ
- Зграда хотела Палас
- Болница
- Зграда управе расадника